# Thái Lan năm 2024
Dưới đây là danh sách sự kiên và sự kiện đã lên kế hoạch trong năm 2024 tại Thái Lan. Năm 2024 được xem là năm 2567 theo Phật lịch.

## Đương nhiệm
- Vua: Vajiralongkorn
- Thủ tướng: Srettha Thavisin
- Tăng Thống tối cao: Ariyavongsagatanana (Amborn Ambaro)

## Sự kiện
- 27 tháng 3 – Hạ viện Thái Lan thông qua dự luật sơ bộ hợp pháp hóa hôn nhân cùng giới với 400 phiếu thuận trên 10 phiếu chống.[1][2]
- 6 tháng 4 – Miss Grand Thailand 2024 tại Băng Cốc[3]
- 18 tháng 6 – Thượng viện Thái Lan thông qua dự luật hợp pháp hóa hôn nhân cùng giới với 130 phiếu thuận trên 4 phiếu chống.[4]
- 24 tháng 9 – Quốc vương Thái Lan đã ký thành luật dự luật bình đẳng hôn nhân, giúp Thái Lan trở thành quốc gia đầu tiên ở Đông Nam Á công nhận hôn nhân cùng giới từ năm 2025.[5][6]

## Ngày nghỉ lễ
Nguồn:
- Ngày 1–2 tháng 1 – Tết Dương lịch
- Ngày 10 tháng 2 – Tết Trung Quốc
- Ngày 24, 26 tháng 2 – Ngày Makha Bucha
- Ngày 6, 8 tháng 4 – Ngày tưởng niệm Chakri
- Ngày 10 tháng 4 – Hari Raya Puasa
- Ngày 13–16 tháng 4 – Lễ hội Songkran
- Ngày 1 tháng 5	– Ngày Quốc tế Lao động
- Ngày 4, 6 tháng 5 – Lễ đăng quang của Vua Vajiralongkorn
- Ngày 13 tháng 5 – Lễ hội cầm cày
- Ngày 22 tháng 5 – Visakha Bucha Day
- Ngày 3 tháng 6 – Sinh nhật Hoàng hậu Suthida
- Ngày 20 tháng 7 – Ngày Asahna Bucha
- Ngày 28, 29 tháng 7 – Sinh nhật Vua Vajiralongkorn
- Ngày 12 tháng 8 – Sinh nhật Thái hậu Sirikit
- Ngày 13, 14 tháng 10 – Ngày tưởng niệm Vua Bhumibol Adulyadej
- Ngày 23 tháng 10 – Ngày tưởng niệm Chulalongkorn
- Ngày 5 tháng 12 – Sinh nhật Vua Bhumibol Adulyadej
- Ngày 10 tháng 12 – Ngày Hiến pháp
- Ngày 25 tháng 12 – Lễ Giáng Sinh
- Ngày 31 tháng 12 – Giao thừa